# Marasmius perpusillus
Marasmius perpusillus är en svampart som beskrevs av Desjardin & E. Horak 1997. Marasmius perpusillus ingår i släktet Marasmius och familjen Marasmiaceae.   Inga underarter finns listade i Catalogue of Life.